# It's a Sin (minissérie)
It's a Sin é uma minissérie britânica criada e escrita por Russell T Davies e desenvolvida pela Red Production Company. A minissérie de cinco episódios se passa entre os anos de 1981 a 1991 em Londres e retrata a vida de um grupo de gays e seus amigos que viveram durante a crise de HIV/AIDS no Reino Unido. Estreou no Reino Unido no Channel 4 em 22 de janeiro de 2021 e ficou no ar até 19 de fevereiro do mesmo ano.
A minissérie é protagonizada por Olly Alexander, Omari Douglas, Callum Scott Howells, Lydia West, Nathaniel Curtis e David Carlyle. Todos os episódios foram lançados no serviço de streaming All 4 do Channel 4. Depois de algumas semanas, foi visto na íntegra mais de 6,5 milhões de vezes; tornando-o o programa mais assistido na plataforma. O primeiro episódio também se tornou o maior lançamento de um drama do Channel 4.

## Sinopse
A série segue um grupo de gays que se mudaram para Londres em 1981. Eles formam um grupo de amizade, mas o rápido desenvolvimento da crise de HIV/AIDS no Reino Unido afeta suas vidas. Ao longo de cinco episódios, o grupo é mostrado vivendo uma década inteira até 1991, quando eles se tornam determinados a viver ferozmente, apesar da ameaça que o HIV representa para eles.

## Elenco e personagens

### Principais
- Olly Alexander como Richard "Ritchie" Tozer[5]
- Omari Douglas como Roscoe Babatunde[5]
- Callum Scott Howells como Colin "Gladys Pugh" Morris-Jones[5]
- Lydia West como Jill Baxter[5]
- Nathaniel Curtis como Ash Mukherjee[5]
- David Carlyle como Gregory "Gloria" Finch[5]

### Recorrentes
- Keeley Hawes como Valerie Tozer[5]
- Shaun Dooley como Clive Tozer[5]
- Tracy Ann Oberman como Carol Carter[5]
- Neil Patrick Harris como Henry Coltrane[5]
- Stephen Fry como Arthur Garrison MP[5]
- Moya Brady como Millie
- Neil Ashton como Grizzle
- Nicholas Blane como Sr. Hart
- William Richardson como Sr. Brewster
- Ashley McGuire como Lorraine Fletcher
- Calvin A. Dean como Clifford
- Nathaniel Hall como Donald Bassett
- Jill Nalder como Christine Baxter
- Andria Doherty, como Eileen Morris-Jones
- Nathan Sussex como Pete
- Toto Bruin como Lucy Tozer
- Shaniqua Okwok como Solly Babatunde
- Michelle Greenidge como Rosa Babatunde
- Delroy Brown como Oscar Babatunde
- Ken Christiansen como Karl Benning

## Episódios
| N.º | Título                        | Dirigido por | Escrito por      | Exibição original       | Audiência (milhões) |
| --- | ----------------------------- | ------------ | ---------------- | ----------------------- | ------------------- |
| 1 | "Episode 1" "Episódio 1" (BR) | Peter Hoar   | Russell T Davies | 22 de janeiro de 2021   | 5.02                |
| Setembro de 1981. As vidas de cinco amigos convergem em um apartamento em Londres. Roscoe foge de casa quando descobre que seu pai pretende levá-lo de volta para a Nigéria. Ritchie Tozer, que não se assumiu para seus pais, persegue seus sonhos de ser ator com sua amiga Jill. Colin começa um aprendizado de vendas em um alfaiate de Savile Row, onde faz amizade com Henry Coltrane. Coltrane e seu parceiro adoecem misteriosamente e morrem de cânceres raros. |                               |              |                  |                         |                     |
| 2 | "Episode 2" "Episódio 2" (BR) | Peter Hoar   | Russell T Davies | 29 de janeiro de 2021   | 5.11                |
| Dezembro de 1983. Apesar do alcance da educação por ativistas da AIDS, Ritchie continua na negação e espalha teorias da conspiração e negação da AIDS. Um velho amigo, Gregory (conhecido como Gloria), se esconde depois de adoecer e pede a Jill que faça compras em segredo. Jill se preocupa pensando que a doença seja infecciosa e começa a limpar e higienizar demais seu apartamento. A doença de Gloria piora e sua família hostil o leva de volta para Glasgow, onde ele morre logo. Colin é assediado sexualmente por seu chefe em uma viagem a Nova York e, posteriormente, é demitido depois que seu chefe vê publicações sobre AIDS que Jill havia solicitado e teme que ele possa ter a doença. Jill tenta, mas não consegue, fazer com que os homens percebam os riscos do sexo casual. |                               |              |                  |                         |                     |
| 3 | "Episode 3" "Episódio 3" (BR) | Peter Hoar   | Russell T Davies | 5 de fevereiro de 2021  | 5.26                |
| Março de 1986. Colin encontra trabalho em uma gráfica e se voluntaria como ativista da AIDS junto com Jill. Ritchie começa um relacionamento com outro ator, mas é forçado a enfrentar a realidade da AIDS. Colin é diagnosticado com AIDS e fica detido em um hospital sob a Lei de Saúde Pública de 1984. Sua mãe e amigos assistem com horror enquanto ele sofre de raros sintomas neurológicos causados por leucoencefalopatia multifocal progressiva. Um caso de uma noite leva Roscoe a um relacionamento lucrativo com um parlamentar conservador enrustido. Com a ajuda de um advogado, Colin recebe alta do hospital galês e é levado a Londres para ser cuidado em uma unidade onde muitos outros homens sofrem de AIDS. Ritchie, Jill, Ash e Roscoe visitam Colin, mas sua condição piora e ele morre. Todos estão com o coração partido pela perda e isso leva aqueles que eram próximos a Colin a fazer o teste de HIV. |                               |              |                  |                         |                     |
| 4 | "Episode 4" "Episódio 4" (BR) | Peter Hoar   | Russell T Davies | 12 de fevereiro de 2020 | 5.84                |
| Março de 1988. Ritchie é diagnosticado com AIDS e vai para casa, na Ilha de Wight, onde luta para confiar em sua família. Ele fala com um velho amigo e decide voltar para Londres, jurando lutar contra a doença. Ash é condenado a censurar a biblioteca escolar para cumprir com as novas regras que proíbem as instituições públicas de informar as crianças sobre a homossexualidade. Roscoe toma uma posição pessoal contra a primeira-ministra Margaret Thatcher quando começam os protestos contra as empresas farmacêuticas que estão lucrando com a doença. |                               |              |                  |                         |                     |
| 5 | "Episode 5" "Episódio 5" (BR) | Peter Hoar   | Russell T Davies | 19 de fevereiro de 2021 | 6.10                |
| Novembro de 1991. O estado de saúde de Ritchie piora e outros amigos continuam morrendo. Ritchie sonha em voltar aos palcos e insiste na quimioterapia quando é diagnosticado com linfoma. Ash e Ritchie confessam seus sentimentos um pelo outro, e os pais de Ritchie finalmente descobrem a verdade e o levam para casa, na Ilha de Wight. Jill e Roscoe o seguem, mas não têm a oportunidade de dizer adeus a Ritchie antes que ele morra. Jill confronta a mãe de Ritchie por fazê-lo viver na vergonha. Depois de voltar para Londres, Roscoe vai para casa para ver seus pais e Jill visita o hospital para apoiar um homem solitário morrendo de AIDS. O final mostra um flashback de Ritchie e seus amigos desfrutando de seu tempo juntos, antes de a pandemia de AIDS chegar. |                               |              |                  |                         |                     |

## Produção

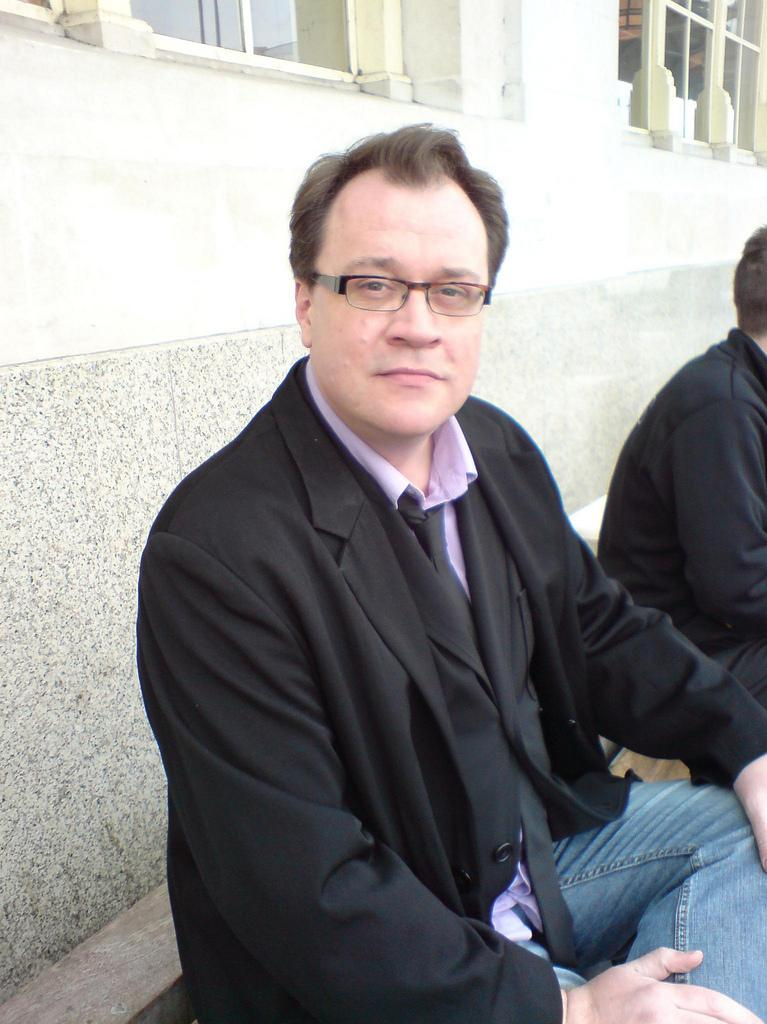
Russell T Davies, o criador e escritor de It's a Sin

### Desenvolvimento
Os planos de Davies de escrever uma série retratando a vida gay durante os anos 1980 e a crise da AIDS no Reino Unido foram baseados em suas próprias experiências e nas de seus amigos, e para comemorar a geração que perdeu suas vidas por causa da doença. Davies apareceu pela primeira vez no público da série em janeiro de 2015, dizendo a Ben Dowell do Radio Times em 2016 que foi "a peça mais baseada em pesquisas que farei". Davies afirmou que foi inicialmente difícil apresentar o roteiro às emissoras devido po tópico "difícil". Davies passou um ano inteiro tentando fechar um acordo, e duas emissoras se recusaram a encomendar o programa. O show foi originalmente escalado para a primeira escolha de Davies, Channel 4, mas eles se recusaram a encomendá-lo. A série foi então oferecida à BBC One, mas eles também recusaram, e a ITV decidiu que não estavam prontos para exibir a série. O editor de drama comissionado do Channel 4, Lee Mason, originalmente queria que sua organização encomendasse o show. Ele esperou até que houvesse uma mudança significativa de pessoal no Channel 4 e então lançou a ideia com sucesso. Davies originalmente imaginou o programa como um drama em oito partes, mas o Channel 4 solicitou que fosse limitado a cinco episódios.

### Escolha do elenco
A maior parte do elenco do show foi anunciada em 8 de outubro de 2019. Olly Alexander, vocalista da banda Years & Years, interpretou Ritchie Tozer. Seu personagem é um adolescente gay que se mudou para Londres em 1981 durante os primeiros dias da crise da AIDS. Em sua estreia na televisão, Omari Douglas foi contratado para interpretar Roscoe Babatunde, um homem de uma família nigeriana que o renegou por sua sexualidade. O ator galês Callum Scott Howells foi escalado para seu primeiro papel na televisão como Colin Morris-Jones, um homem gay do País de Gales. Lydia West interpreta Jill Baxter na série. Ela regularmente organizava encontros temáticos dos anos 1980 para ajudar o elenco a lidar com o tema emocional do show. Nathaniel Curtis fez um teste com sucesso para o papel de Ash Mukherjee. Ele estava trabalhando no teatro quando descobriu o papel e disse que "instantaneamente se apaixonou" pelo roteiro. David Carlyle interpreta Gregory Finch, um personagem "vibrante" e "travesso" que trabalha como motorista de ônibus.

### Filmagens
A fotografia principal começou em Manchester em 7 de outubro de 2019. A Red Production Company fez uma parceria com a Screen Manchester para acomodar as filmagens. Bobby Cochrane, gerente de desenvolvimento da Screen Manchester disse a Adam Maidment do Manchester Evening News que "trabalhamos em estreita colaboração com a produção de suas várias aplicações de filmagem em Manchester." It's a Sin se passa na Inglaterra dos anos 1980 e reflete os tempos uma série de adereços de época foram introduzidos em locais de filmagem ao ar livre. Funcionários de transporte de Manchester ajudaram a produção a obter o controle necessário sobre áreas específicas. As filmagens aconteceram em Paton Street, Victoria Baths, The Embassy Club em Rochdale Road, o Star and Garter pub em Fairfield Street, o Thirsty Scholar em New Wakefield Street e Manchester Crematorium em Barlow Moor Road. As filmagens adicionais aconteceram em um shopping center em Eccles e Le Mans Crescent em Bolton.
As filmagens aconteceram também no centro da cidade de Liverpool em janeiro de 2020. As filmagens começaram na Water Street para as cenas que apareceram como Nova York na minissérie. A rua foi fechada ao público e fileiras de táxis amarelos estavam estacionados na rua. Além disso, carros antigos e um carrinho de cachorro-quente no estilo nova-iorquino foram colocados no local. As filmagens no Cunard Building na Brunswick Street também funcionaram como um hotel em Londres. Uma série de técnicas 2D e CG VFX foram usadas para aumentar a autenticidade do local. Interiores adicionais foram filmados na Old Wentworth High School em Eccles. Cenas de hospitais apresentadas no programa foram filmadas neste local. As filmagens também aconteceram em Rhos-on-Sea, País de Gales, que dobrou para a Ilha de Wight. Cenas com uma praia e um píer foram filmadas na cidade galesa de Bangor. As filmagens foram concluídas em 31 de janeiro de 2020.

## Lançamento
Em 14 de janeiro de 2020, uma imagem inicial foi divulgada por meio de um comunicado à imprensa entregue aos participantes de um evento de imprensa do Channel 4. A minissérie foi originalmente agendada para lançamento em 2020. Em 2 de outubro de 2020, o Channel 4 lançou o primeiro trailer oficial com uma declaração refletindo sua estreia em 2021. Em 17 de dezembro de 2020, o trailer completo foi lançado.
Na Irlanda e no Reino Unido, a minissérie estreou em 22 de janeiro de 2021 no Channel 4. Logo após o primeiro episódio ter ido ao ar, todos os episódios estavam disponíveis para transmissão gratuita no serviço de streaming de video sob demanda do Channel 4, All 4. Coincidindo com a transmissão, a banda Years & Years lançou um cover da música "It's a Sin", originalmente cantada pelos Pet Shop Boys. O lançamento, usado para promover a minissérie, também foi usado para arrecadar fundos para a George House Trust, uma instituição de caridade que apóia pessoas que vivem com HIV.
A Red Production Company fez parceria com a All3Media para a distribuição internacional de It's a Sin. Na Austrália, foi lançado no serviço de streaming Stan em 23 de janeiro de 2021, bem como na TVNZ na Nova Zelândia. Amazon Prime Video adquiriu os direitos de transmissão no Canadá e irá também ao ar no Canal+ na França. Em dezembro de 2019, foi anunciado que a HBO Max havia adquirido os direitos para distribuir a minissérie. Foi ao ar nos Estados Unidos na HBO Max a partir de 18 de fevereiro de 2021.

## Recepção

### Crítica profissional
No Rotten Tomatoes, a série detém um índice de aprovação de 98% com base em 52 críticas, com uma classificação média de 9,29/10. O consenso dos críticos do site diz: "Impulsionado por um elenco requintado, roteiro empático e um estilo visual distinto, It's a Sin é um feito incrível da magia da televisão".  O Metacritic deu à série uma pontuação média ponderada de 91 de 100 com base em 24 avaliações, indicando "aclamação universal".
O desempenho do elenco foi amplamente aclamado. O desempenho de Olly Alexander recebeu uma crítica positiva de Josh Smith da Glamour, que o classificou como o "coração do show". Em outra resenha, Suzy Feay do Financial Times explicou como "o frívolo e mal-intencionado Ritchie poderia facilmente ser interpretado como uma caricatura, mas Olly Alexander dá a ele um charme magnético". A atuação de Keeley Hawes no episódio final recebeu elogios da crítica e do público. Lucy Devine de Tyla.com descreveu seu desempenho como "excelente e magnífico". Joel Leaver, do Daily Post, classificou suas cenas como uma "performance de masterclass". Da mesma forma, Flora Carr do Radio Times descreveu seu desempenho como "impressionante" e "comovente", observando que alguns críticos originalmente expressaram confusão sobre o elenco de Hawes para o pequeno papel de Valerie, "uma residente desalinhada da Ilha de Wight vestindo um casaco de lã".
Em janeiro de 2021, Scarlett Russell do The Times classificou a minissérie como "o programa mais comentado do momento". Lucy Mangan do The Guardian elogiou a série, chamando-a de uma "obra-prima comovente". Sobre o desenvolvimento do personagem, ela disse "(Davies cria) feixes reais, falhos e totalmente confiáveis de humanidade e deixa claro, sem mesmo pregação momentânea, o quanto eles têm a perder." Mangan fez comparações com a pandemia de COVID-19, expandindo que em seu rastro ela sentia que as pessoas podiam "ter empatia um pouco mais com o medo, a incerteza e as respostas racionais e irracionais ao surgimento de uma nova doença". Ela concluiu que quaisquer sugestões de que a série não leve seu assunto a sério o suficiente são "absurdas". Adrian Lobb do The Big Issue elogiou a série por seus personagens. Ele afirmou que "as jornadas que os personagens de It's A Sin embarcaram ao longo da década em que o drama se estendeu são verdadeiramente profundas." Ele observou que a forma como os personagens lidam com o HIV leva os espectadores aos "confins da galáxia emocional".

### Impacto
O programa foi creditado por aumentar a conscientização sobre o HIV e criar um aumento no número de testes. A instituição de caridade Terrence Higgins Trust relatou que 8200 kits de teste de HIV foram encomendados em um único dia. O total anterior elevado para um único dia foi de apenas 2.800. Philip Normal produziu uma camiseta comemorativa com o slogan "La", que era um gíria muito usada no programa. A camiseta ajudou a arrecadar £ 100.000 para o Terrence Higgins Trust. Alexander expressou gratidão pela minissérie ter sido exibida, dizendo "os jovens gays não podem acreditar que isso aconteceu".
David Opie, do Digital Spy, relatou que o programa ajudou a normalizar a representação do sexo gay na televisão convencional. Em 22 de janeiro de 2021, uma história publicada através do The Sun causou polêmica e levantou preocupações de que os tablóides estavam informando injustamente sobre sexo gay. A manchete original dizia "Tanto sexo: é um pecado, espectadores chocados com o monte de cenas de sexo explícito do drama com sexo oral e atrevido". Jornalistas do The Sun responderam alterando o texto do artigo para elogiar a série. Eles também emitiram um pedido de desculpas através do site de notícias LGBT PinkNews.